# Giulio Licinio

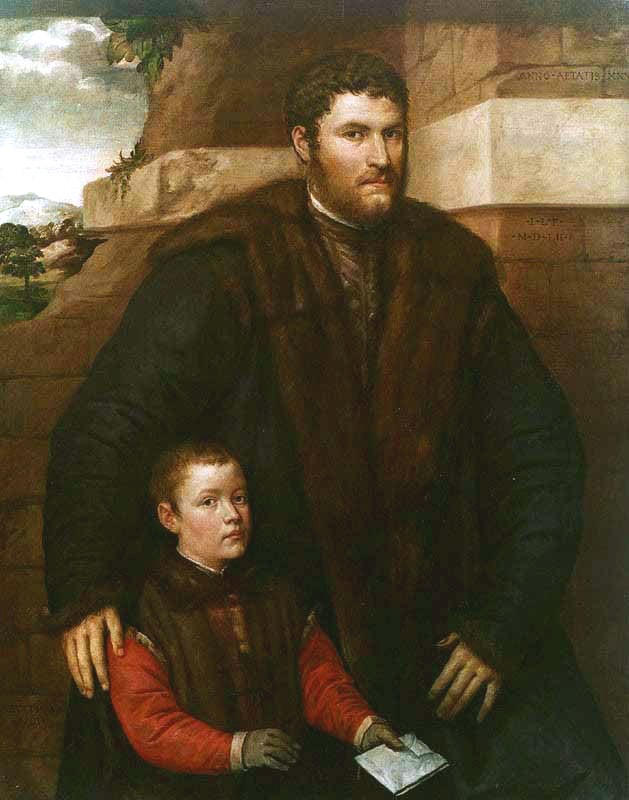
Retrato de gentilhombre con su hijo

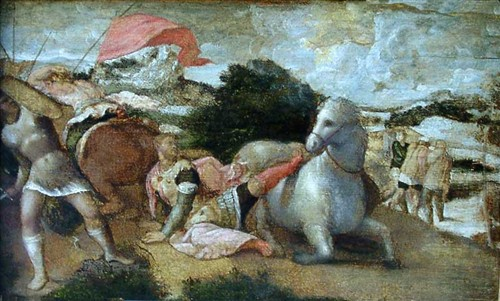
Conversión de San Pablo

Giulio Licinio (Venecia, 1527 - Venecia, después del 12 de julio de 1593), pintor italiano, activo en Venecia durante el Renacimiento tardío.

## Biografía
Perteneció a una saga de artistas originaria de Bérgamo, entre los que figuraron su padre, Arrigo, su hermano mayor Fabio, orfebre y grabador, y sobre todo, su tío Bernardino Licinio, el más célebre, de quien fue ayudante y sucesor al frente del taller familiar. Asimismo, estaba emparentado con Paris Bordone, con cuya hermana estaba casado.
En 1556 participó en el concurso para la realización de las decoraciones del techo de la Biblioteca Marciana de Venecia. Licinio aportó tres medallones, Vigilancia y Paciencia, Gloria y Beatitud, y las Acciones Virtuosas. En estas obras su estilo es plenamente manierista, seguramente basado en el estilo de maestros venecianos como Paolo Veronese o Tintoretto.
En 1559 Giulio dejó Venecia para recalar en Augsburgo, donde obtuvo la categoría de ciudadano ya en 1560. Aquí decoró dos casas con motivos alegóricos, en la actual Phil Welserstrasse. Después marchó a Bratislava en calidad de pintor de la Corte Imperial. Sirvió a los emperadores Maximiliano II y Rodolfo II hasta 1577, año en que regresó a su ciudad natal. La última documentación hallada a su nombre es de 12 de julio de 1593, desconociéndose la fecha de su muerte.
Hasta comienzos del siglo XX, la filiación de Giulio Licinio fue discutida, haciéndosele sobrino de Giovanni Antonio de Pordenone, que según Giorgio Vasari, también ostentó el apellido Licinio.

## Obras destacadas
- Retrato de gentilhombre con su hijo (1552, Colección privada)
- Frescos de la Biblioteca Marciana (1556, Venecia)
  - Vigilancia y Paciencia
  - Gloria y Beatitud
  - Las Acciones Virtuosas
- Retrato del emperador Maximiliano II (1567)
- Retrato de la archiduquesa María (1575)
- Pietà (Catedral de Graz)
- San Antonio Abad y otros santos (Iglesia de Lonno, Val Serianna)
- Niño Jesús durmiente con ángeles (Musée des Beaux-Arts, Burdeos)